# Francesco Bentivegna

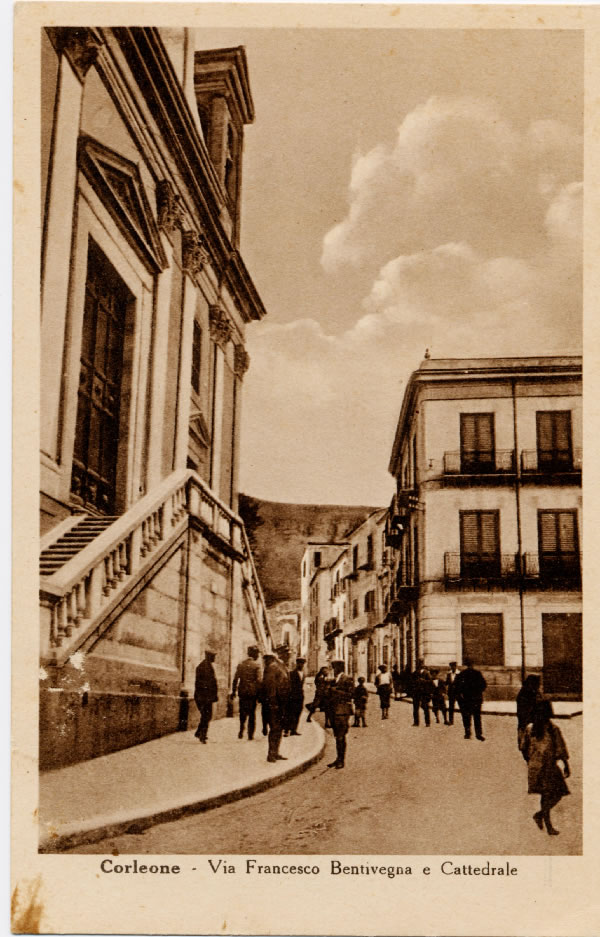
Corleone - Via Francesco Bentivegna

Francesco Bentivegna (né le 4 mars 1820 à Corleone, en Sicile, et mort le 20 décembre 1856 à Mezzojuso) est un patriote italien du Risorgimento, protagoniste de la révolte contre les Bourbons en Sicile.

## Biographie
Né dans une famille noble, Francesco Bentivegna rejoint jeune les mouvements patriotiques de son temps.
Il a été élu député de Corleone en 1848 et la même année nommé gouverneur de la circonscription militaire de Corleone.
Après le retour des Bourbons au pouvoir, Bentivegna est resté en Sicile et a pris part à diverses tentatives d'insurrection, jusqu'à ce qu'il soit capturé et emprisonné en 1853, avant d'être libéré en août 1856.
En novembre de cette même année, il était, avec Salvatore Spinuzza, aux commandes de la tentative de soulèvement de Cefalù. Après que les troupes insurrectionnelles aient été mises en fuite par les Bourbons, il a été capturé le 3 décembre, condamné à mort et fusillé.
Une rue de Corleone porte son nom.